# Philippe Delamare
Pour les articles homonymes, voir Delamare.
Philippe Delamare est un navigateur français né à Rouen le 27 janvier 1963.
Il est vainqueur en 2024 de la première édition du Global Solo Challenge (en), course à la voile et autour du monde en solitaire, sans escale ni assistance.

## Biographie
Originaire de Criquebeuf-sur-Seine, Philippe Delamare commence la voile à 7 ans à l'occasion de vacances familiales en Charente-Maritime. A l'âge de 11 ans, ses parents lui offrent un petit dériveur et sa passion de la voile grandit avec la pratique, ainsi qu'avec la lecture des livres d'Eric Tabarly en particulier.
Après une carrière dans l'industrie, il entame en 2007 un tour du monde en famille sur un catamaran de 43 pieds qu'il fait construire en France. Après plusieurs années passées en Australie où il continue de naviguer régulièrement, il devient skipper professionnel sur Nomad IV, voilier monocoque de 33 mètres avec lequel il continue de sillonner les mers du globe.

## Course autour du monde
Au début des années 2020, un nouvel événement nautique voit le jour sous l'impulsion de Marco Nannini, la Global Solo Challenge (en), course en solitaire sans escale et sans assistance par les trois grands caps, dont la première édition est lancée en août 2023,. Sur vingt inscrits initialement, ce sont finalement seize participants qui partiront de façon échelonée depuis La Corogne en Espagne, entre août et novembre, selon un classement établi  en fonction la catégorie du bateau choisi par les concurrents.
Désireux depuis toujours d'effectuer un tour du monde à la voile en solitaire et séduit par le format de la course, Philippe Delamare décide d'entrer dans la compétition et fait le choix d'un Actual 46, baptisé Mowgli comme ses précédents bateaux. Pour sa préparation, il reçoit notamment les conseils de Jean-Luc Van den Heeden,.
Il s'élance le 30 septembre 2023 à 13h00 et sera de retour à La Corogne le 24 février 2024 à 14h03, après avoir couvert la distance de 26 522 milles nautiques en 147 jours, 1 heure et 3 minutes. Il remporte ainsi la première édition de la course avec une avance de douze jours sur la concurrente suivante, l'américaine Cole Brauer.
Philippe Delamare devient à cette occasion le 185e membre de l'International Association of Cape Horners dans la catégorie "tour du monde en solitaire et sans escale".